# Der Halunkengeiger
Der Halunkengeiger ist ein deutsches Stummfilmdrama aus dem Jahre 1922 von James Bauer mit Hans Mierendorff in der Titelrolle.

## Handlung
Der Geigenvirtuose Holger Lind ist glücklich mit seiner Frau Inger verheiratet. Beide haben einen gemeinsamen zehnjährigen Sohn namens Ragnar. Das Glück erhält einen erheblichen Dämpfer, als er eines Tages dazukommt, als der reiche Bankier Ringström, ein stadtbekannter Casanova, Inger zu küssen versucht. In seiner Wut schlägt Holger mit seiner Streicherhand in einen Bücherschrank und zertrümmert dabei mehrere Gläser. Aufgrund der entstandenen Verletzung kann der Geiger eine Zeitlang nicht mehr seinen Beruf ausüben. Inger muss sich nun nach einer Arbeit umschauen und findet ein Engagement an der Oper. Holger verlangt, noch immer von der Schuld seiner Gattin überzeugt, die Scheidung, In dem anschließenden Prozess wird Ragnar der Mutter zugesprochen. 
Eine lange Abfolge von Katastrophen beginnt: Erst gerät ihr Kind in die Hände von Verbrechern, die Ragnar entführen. Dann fällt Inger in eine tiefe Depression, während Ragnar von den Schurken gezwungen wird, an deren Diebstählen teilzunehmen. Nach einigen Monaten gelingt Ragnar schließlich die Flucht, und er kehrt in die Wohnung seiner Mutter zurück. Doch die ist längst ausgezogen, und der neue Mieter bringt den Jungen zu dessen Vater. Der ist seit den zurückliegenden Ereignissen ziemlich heruntergekommen und bestreitet seinen kümmerlichen Lebensunterhalt als Straßenmusikant. Ragnar schließt sich dem an und singt dazu. Als Vater und Sohn eines Tages wieder einmal in einem Vorhof auftreten, ruft ein vermögender Hausbewohner Ragnar zu sich hoch, um dem Jungen zum Spielkameraden seiner kleinen Tochter zu machen. Doch der schlechte Einfluss der Diebesbande führt dazu, dass Ragnar sogleich lange Finger macht und dem reichen Vater des Mädchens eine wertvolles Zigarettenetui entwendet. Als Dieb entlarvt, ist Vater Holger zutiefst bekümmert, dass er offensichtlich keinen wirklich Zugang zu seinem Filius findet. 
Und wieder gerät Ragnar in die Hände der Verbrecherbande. Nun muss er in einer als Zigeunerkapelle getarnten Musikcombo auftreten, die in den feinsten Hotels gastiert, während die „Großen“ auf Diebestour gehen. Holger kann seinen Sohn ausfindig machen, jedoch vermag er weder ihn „auszulösen“ noch Ragnar davon zu überzeugen, zu ihm zurückzukommen. Vater und Sohn finden noch immer keinen Draht zueinander. Erst als die Polizei die gesamte Diebesbande festnimmt, kann Ragnar, der im anschließenden Prozess wegen der besonderen Umstände freigesprochen wird, dem schädlichen Einfluss der Diebesbande entzogen werden. Mit der Hilfe des kleinen Mädchens, das einst Ragnar zu sich einlud, kann Ragnar als nützliches Mitglied der Gesellschaft allmählich wieder resozialisiert werden.

## Produktionsnotizen
Der Halunkengeiger entstand wohl im Winter 1921/22, passierte am 4. März 1922 die Filmzensur und wurde vermutlich wenig später uraufgeführt. Der Sechsakter besaß eine Länge von 2376 Meter. In Österreich lief der Streifen am 12. Januar 1923 an.
Die Filmbauten gestaltete Robert A. Dietrich.

## Wissenswertes
Dieselbe Crew (Regisseur Bauer, Drehbuchautor Petersen und die Hauptdarsteller Mierendorff und Bergner) drehten gleich im Anschluss daran einen weiteren Film zusammen, Titel: „Der schwarze Stern“, eine Mischung aus Science-Fiction-, Kriminal- und Abenteuerfilm.

## Kritiken
Der Filmbote meinte: „Ein ausgezeichneter Spielfilm mit einer spannenden abwechslungsreichen Handlung und sehr gut dargestellt. Mierendorff, der die Hauptrolle verkörpert, bietet auch diesmal eine hervorragende Leistung.“
In Wiens Kino-Journal war zu lesen: „Die wechselvollen, interessanten Bilder, die große Spannung, die in dem Film gelegen, gestalten denselben zu einem der besten Spielfilme der letzten Zeit.“